# François Ier Fouquet
Pour les articles homonymes, voir Fouquet et François Fouquet.
François Fouquet ou Foucquet, premier du nom, marchand de draps de soie et de laine, sieur de Ponthibault, bedeau et suppôt de l'Université d'Angers, en 1539, ancêtre de Nicolas Fouquet, surintendant des finances sous Louis XIV.
Il est le fils de Jehan Foucquet, riche marchand, demeurant à Angers, sieur de la Beillerie, de Ponthibault et autres terres, qui épousa à la fin du XVe siècle une femme qui lui donna cinq enfants. On trouve un Jehan Foucquet parmi les tenanciers du prieuré de Saint-Jean-Baptiste de Château-Gontier.
François épousa vers 1524 Perrine Le Gaigneux, dont il eut un grand nombre d'enfants. En effet, dans ses Remarques sur la vie de Guillaume Ménage, p. 449, il dit « Catherine Dugrat, femme de Marc Becquenlin, fille de Pierre Dugrat et de Marie de Médavy, veuve de Jean Le Gaigneux, père de Perrine Le Gaigneux, femme de François Foucquet. » Ce surnom Le Gaigneux est, en effet, en surcharge dans un acte de baptême de Saint-Pierre où figure simplement le nom de Perrine. Or, si parmi beaucoup d'actes où Perrine Dugrat est nommée simplement Perrine, il n'en existe pas un seul où elle soit appelée Le Gaigneux, l'acte de baptême de sa fille Catherine la dit expressément femme de François Foucquet. Plusieurs membres de la famille Dugrat sont parrains ou marraines de ses enfants, tandis qu'on ne voit pas paraître un seul Le Gaigneux. Audouys (M38 1005, t. III.) cite d'ailleurs un reçu de 30 s. par Pierre Dugrat, époux de Marie, fille de feu Raoulet Médavy, pour une maison sise sur le Tertre-Saint-Laurent à Angers. Cet acte est de 1505. Le 15 juin 1528, François Foucquet, marchand, demeurant à Angers, obtient une sentence de renvoi d'un chapelain de l'église d'Angers, poursuivi pour une dette de marchandises à la requête du dit Foucquet, par devant l'official du doyen en l'église d'Angers. Autre sentence du 15 juin 1538. Bibliothèque d'Angers, (Thorode, t. VII, p 239). Le 24 juin 1530, Perrine, femme de sire François Foucquet, marchand drapier, fut marraine de Jeanne Plessis.
Ils ont pour enfants :
- François Foucquet;
- Jean Foucquet, licencié es lois, présent, en 1549, au mariage de son frère aîné ;
- Jeanne Foucquet, dame de Ponthibault, épousa Marc Toublanc, notaire royal à Angers ;
- Perrinette Foucquet épousa Hardouin Le Conte, marchand de draps. Elle mourut en 1571 ;
- Barbe Foucquet, baptisée le 18 février 1528, épousa Lezin Guyet ;
- Simon Foucquet, baptisé le 28 octobre 1530 ;
- Renée Foucquet, baptisée le 8 février 1531 ;
- Catherine Foucquet, baptisée le 7 avril 1532 ;
- Christophe Foucquet, auteur de la branche des Fouquet-Bouchefollière ;
- Maurice Foucquet, baptisé le 5 novembre 1535 ;
- Guillemine Foucquet épousa René Roberdeau, marchand drapier ;
- Jacquine Foucquet épousa René Le Sourd.

## Source
- Paul de Farcy, Bulletin de la Commission historique et archéologique de la Mayenne, 1914.